# 福尼 (堪薩斯州)
福尼（英語：Forney）是位於美國堪薩斯州奧斯伯恩縣的一個鬼鎮。

## 地理
福尼所處的海拔為高於海平面464米（即1522英呎），而該地所採用的時區為UTC-6，即北美中部時區（CST）。同時該地設有夏令時間，為UTC-6調快一小時，即UTC-5（CDT）。